# 格爾夫克斯特 (阿拉巴馬州)
格爾夫克斯特（英語：Gulfcrest）是一個位於美國阿拉巴馬州莫比爾縣的非建制地區和人口普查指定地區。根據2010年美國人口普查，該地人口為161人，而該地的面積約為3.93平方千米。

## 地理
格爾夫克斯特的座標為30°59′44″N 88°14′15″W / 30.99556°N 88.23750°W，而該地最高點為海拔高度45米（即148英尺）。